# Calliandra tergemina
Calliandra tergemina är en ärtväxtart som först beskrevs av Carl von Linné, och fick sitt nu gällande namn av George Bentham. Calliandra tergemina ingår i släktet Calliandra och familjen ärtväxter.

## Underarter
Arten delas in i följande underarter:
- C. t. emarginata
- C. t. tergemina

## Bildgalleri

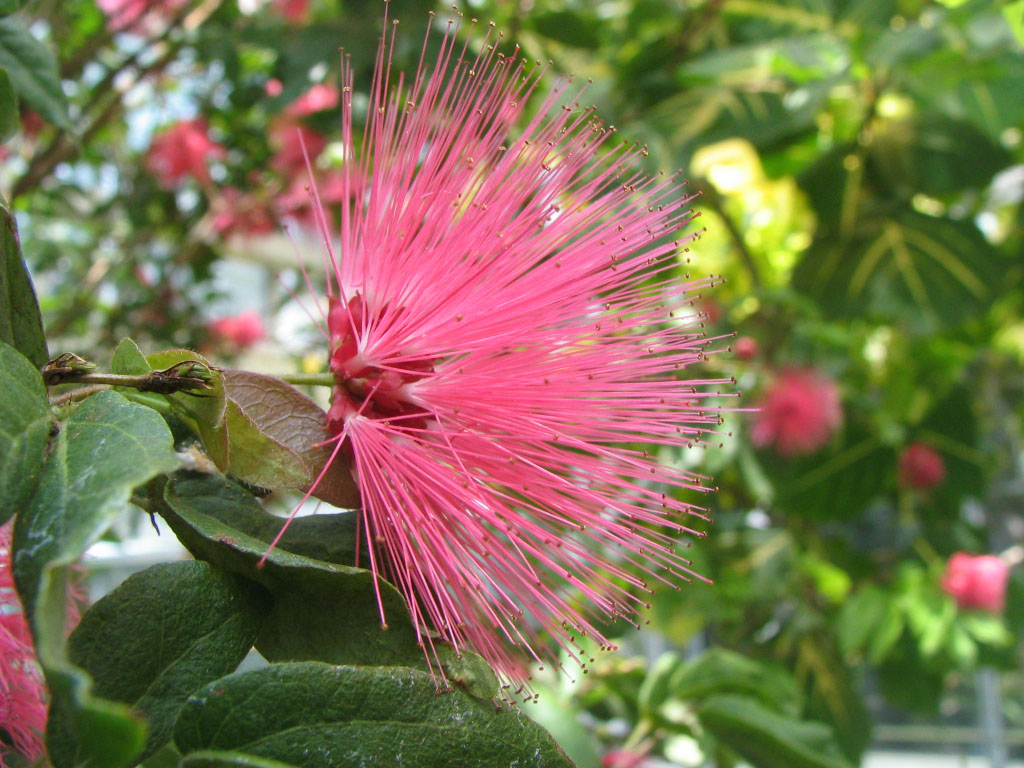
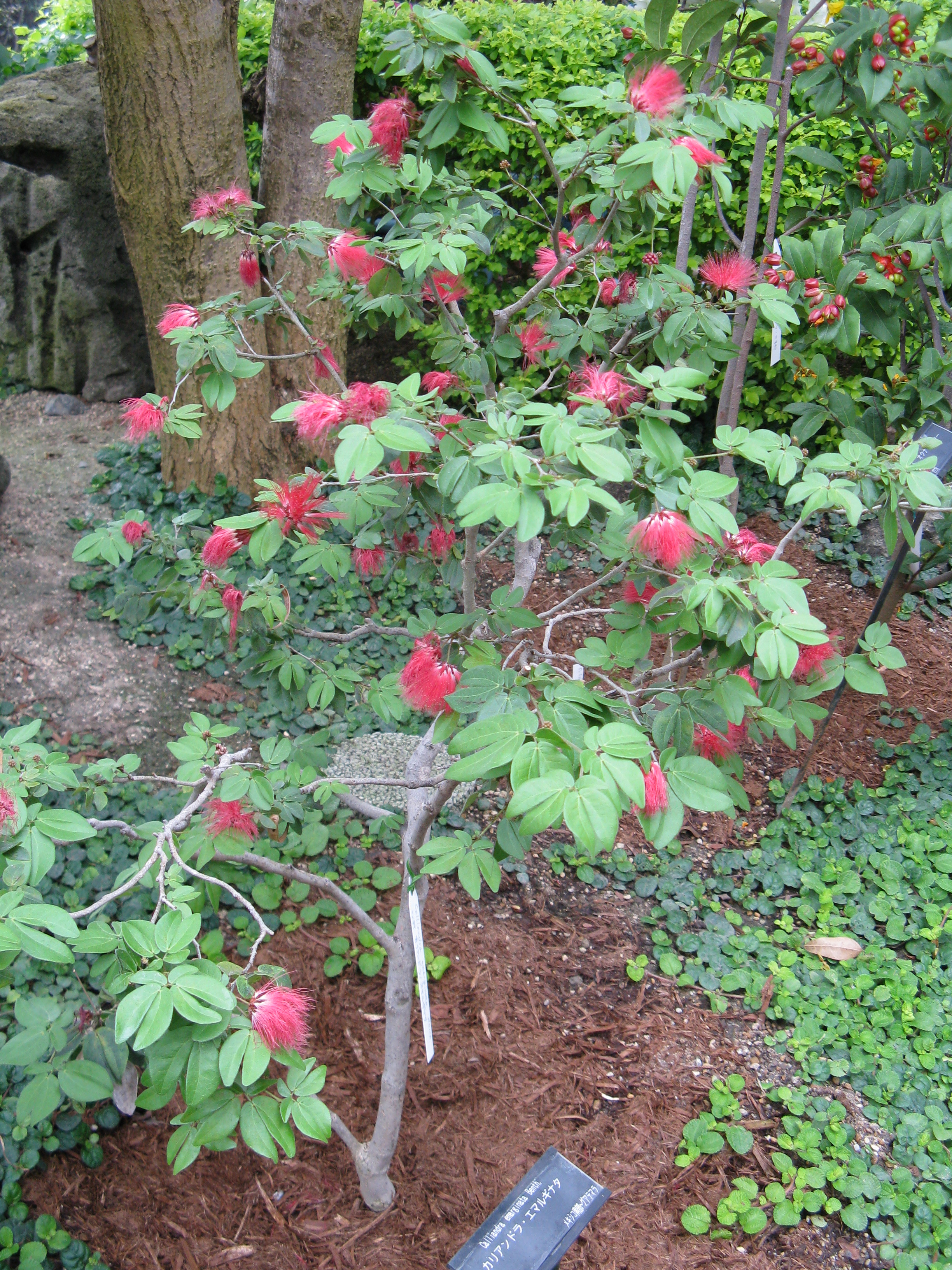